# 江尻行男
江尻 行男（えじり ゆきお）は、日本の商学者。 東北福祉大学名誉教授。専門は商学、経営学、産業論。

## 来歴
1970年 駒澤大学経済学部商学科卒業、1978年 同大学院商学研究科商学専攻博士課程単位取得後退学。1989年東北福祉大学に着任。
1993年同大 総合福祉学部 産業福祉学科教授に就任。その後、総合マネジメント学部産業福祉マネジメント学科教授。
生活経済学会理事・学会賞選考委員会委員、日本産業経済学会常任理事、日本リスクマネジメント学会評議員などを歴任。2018年6月、生活経済学会名誉会員
。

## 著書
- 『フィランスロピー活動に見る望ましい企業像』（財）統計研究会（共著）「企業活動と個人生活のあり方」1993年
- 『日本の商品先物市場』（共著）東洋経済新報社 1994年
- 『東北地方に於ける郵便局の地域貢献活動』東北郵政局出版（単行本）1996年
- 『商品先物市場の現状と課題』ナカニシヤ出版「現代商業の課題と展開」 1998年
- 『福祉マーケティング』ナカニシヤ出版（共著）「新マーケティング情報論」所収 2003年
- 『現代マーケティング～その基礎と展開』ナカニシヤ出版（共著） 2009年[4]